# Richard Thoma
Richard Andreas Thoma (ur. 11 grudnia 1847 w Bonndorf im Schwarzwald, zm. 26 listopada 1923 w Heidelbergu) – niemiecki lekarz patolog, profesor Uniwersytetu Ruprechta i Karola w Heidelbergu i Uniwersytetu Dorpackiego. Doktorat uzyskał w 1872, W następnym roku uzyskał habilitację w Heidelbergu, został profesorem w 1877 roku. Od jego nazwiska pochodzą nazwy, stosowanych do dziś, komory Thomy i pipety Thomy.

## Wybrane prace
- Die Überwanderung farbloser Blutkörperchen von dem Blute in das Lymphgefässsystem (Heidelberg 1873)
- Über die Grösse und das Gewicht des menschl. Körpers (Leipzig 1882)
- Untersuchungen über die Histogenese und Histomechanik des Gefässsystems (Stuttgart 1893)
- Lehrbuch der pathologischen Anatomie. Erster Theil: Allgemeine pathologische Anatomie (Stuttgart, 1894)